# Гемптон (переписна місцевість, Нью-Гемпшир)
Гемптон (англ. Hampton) — переписна місцевість (CDP) в США, в окрузі Рокінґгем штату Нью-Гемпшир. Населення — 9597 осіб (2020).

## Географія
Гемптон розташований за координатами 42°56′38″ пн. ш. 70°49′31″ зх. д. / 42.94389° пн. ш. 70.82528° зх. д. (42.943902, -70.825354).  За даними Бюро перепису населення США в 2010 році переписна місцевість мала площу 13,94 км², з яких 13,74 км² — суходіл та 0,20 км² — водойми.

## Демографія
Згідно з переписом 2010 року, у переписній місцевості мешкало 9656 осіб у 3976 домогосподарствах у складі 2504 родин. Густота населення становила 693 особи/км².  Було 4313 помешкання (309/км²).
Расовий склад населення:
| - 96,1 % — білих - 1,4 % — азіатів - 0,7 % — чорних або афроамериканців - 0,1 % — вихідців з тихоокеанських островів - 0,1 % — корінних американців |

До двох чи більше рас належало 1,1 %. Частка іспаномовних становила 1,8 % від усіх жителів.
За віковим діапазоном населення розподілялося таким чином: 19,6 % — особи молодші 18 років, 64,3 % — особи у віці 18—64 років, 16,1 % — особи у віці 65 років та старші. Медіана віку мешканця становила 44,3 року. На 100 осіб жіночої статі у переписній місцевості припадало 99,4 чоловіків;  на 100 жінок у віці від 18 років та старших — 100,4 чоловіків також старших 18 років.
Середній дохід на одне домашнє господарство  становив 98 531 долар США (медіана — 79 460), а середній дохід на одну сім'ю — 117 257 доларів (медіана — 102 669). Медіана доходів становила 65 349 доларів для чоловіків та 52 135 доларів для жінок. За межею бідності перебувало 5,3 % осіб, у тому числі 9,1 % дітей у віці до 18 років та 4,2 % осіб у віці 65 років та старших.
Цивільне працевлаштоване населення становило 5274 особи. Основні галузі зайнятості: освіта, охорона здоров'я та соціальна допомога — 24,1 %, виробництво — 12,4 %, роздрібна торгівля — 11,6 %.